# Expedition 22
Expedition 22 è il 22° equipaggio della International Space Station (ISS). Questa missione è iniziata in novembre 2009 quando l'equipaggio della Expedition 21 ha lasciato la stazione. Per un periodo di tre settimane, essa ha visto la presenza di solo 2 membri di equipaggio; questa è la prima volta che accade dopo STS-114. Il comandante Jeffrey Williams e l'ingegnere di volo Maksim Viktorovič Suraev sono stati poi raggiunti dal resto dell'equipaggio il 22 dicembre 2009, portando l'equipaggio di Expedition 22 a 5 membri.
La missione è terminata quando le Sojuz TMA-16 si è sganciata, il 17 marzo, 2010, ed è così iniziata la Expedition 23.

## Equipaggio
| Ruolo               | Novembre – Dicembre 2009            | Dicembre 2009 – Marzo 2010          |                                     |
| ------------------- | ----------------------------------- | ----------------------------------- | ----------------------------------- |
| Comandante          | Jeffrey Williams, NASA Terzo volo   | Jeffrey Williams, NASA Terzo volo   | Jeffrey Williams, NASA Terzo volo   |
| Ingegnere di volo 1 | Maksim Suraev, Roscosmos Primo volo | Maksim Suraev, Roscosmos Primo volo | Maksim Suraev, Roscosmos Primo volo |
| Ingegnere di volo 2 |                                     | Oleg Kotov, Roscosmos Secondo volo  |                                     |
| Ingegnere di volo 3 |                                     | Soichi Noguchi, JAXA Secondo volo   |                                     |
| Ingegnere di volo 4 |                                     | Timothy Creamer, NASA Primo volo    |                                     |

### Equipaggio di riserva
- Shannon Walker - Comandante
- Aleksandr Skvorcov
- Douglas Wheelock
- Anton Škaplerov
- Satoshi Furukawa

## Galleria d'immagini

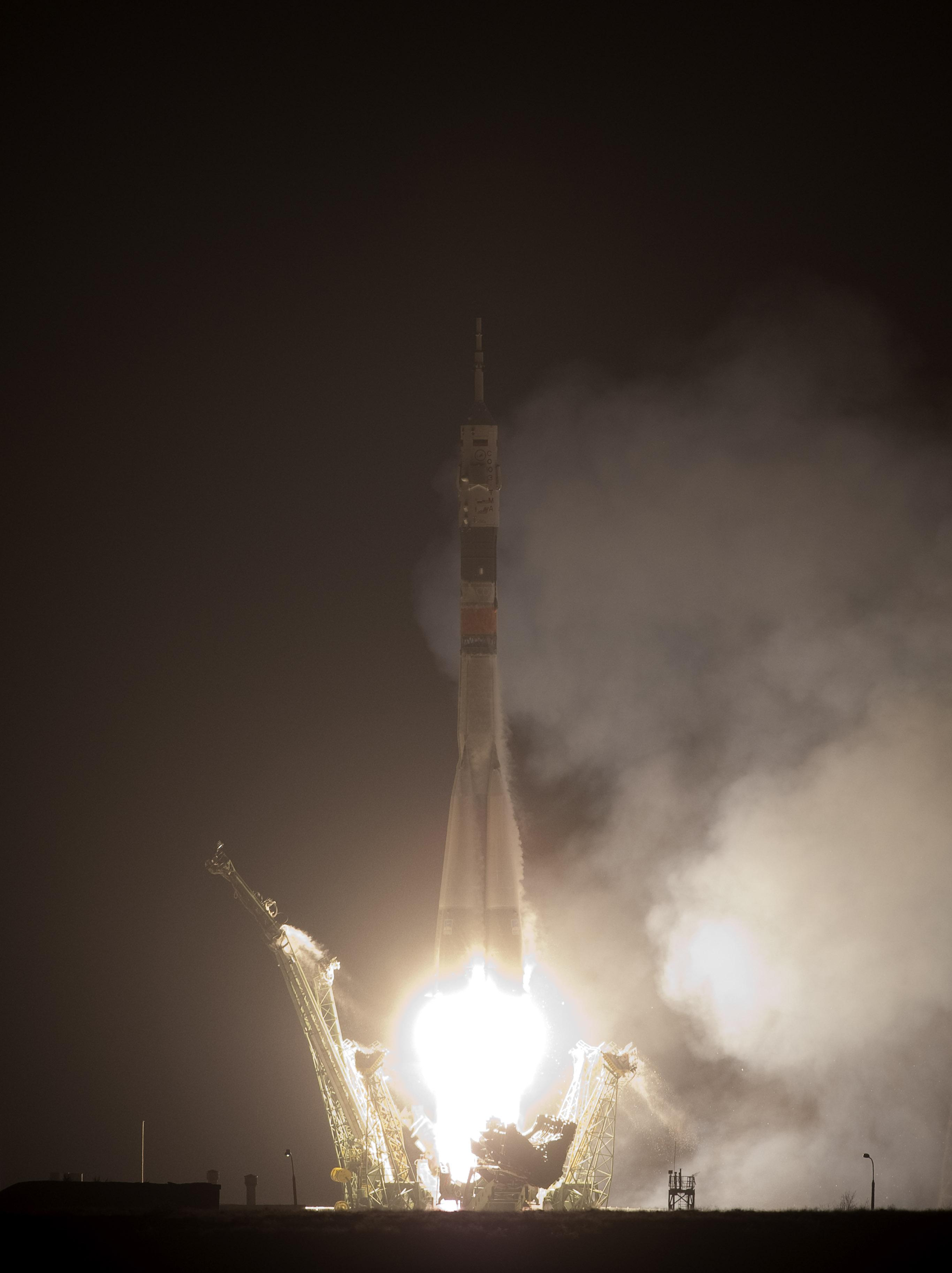
Il razzo Sojuz TMA-17 decolla verso la ISS per la Expedition 22.
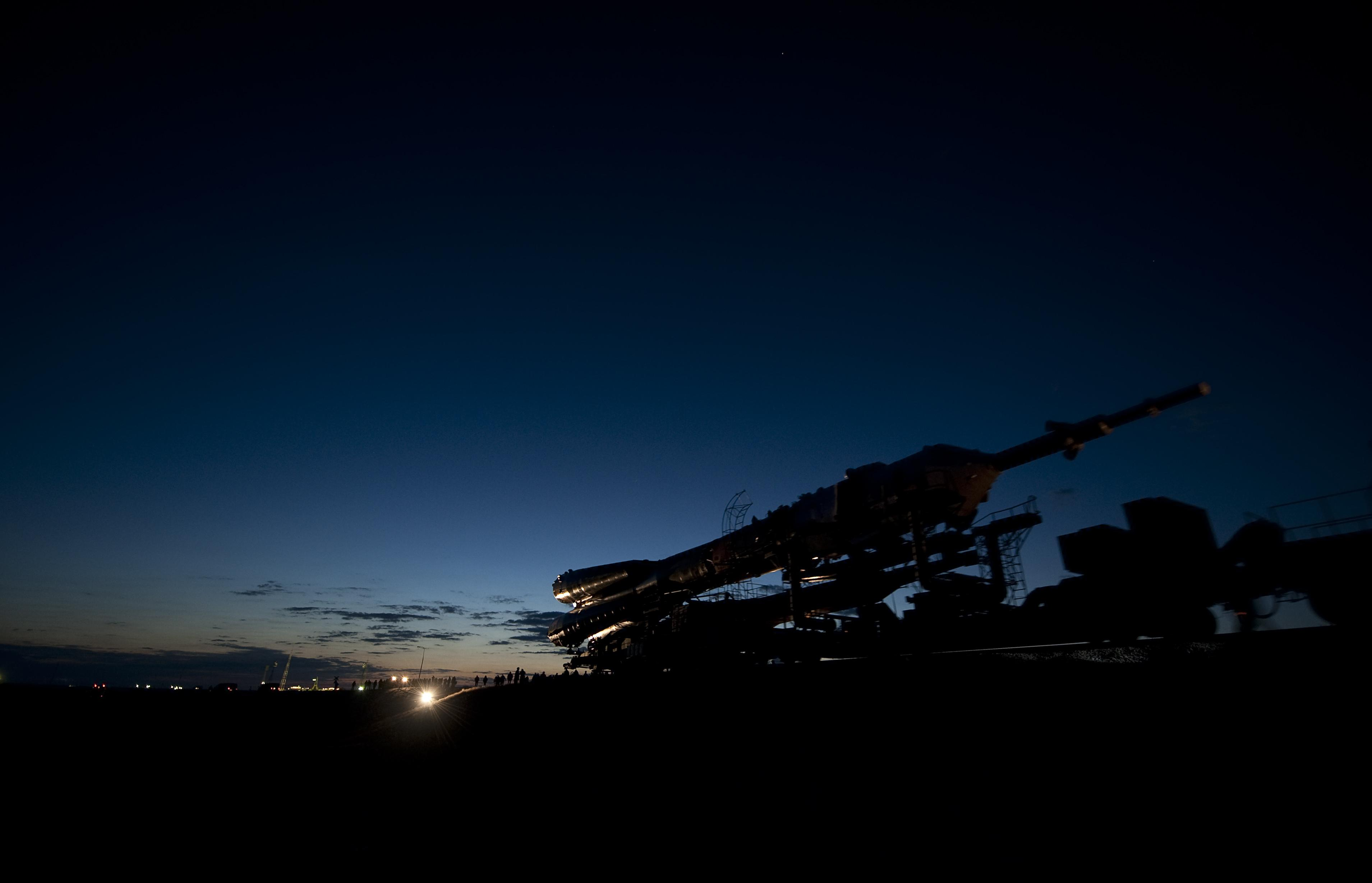
La navetta Sojuz TMA-17 si avvia verso la rampa di lancio con un treno presso il Cosmodromo di Bajkonur, in Kazakistan.
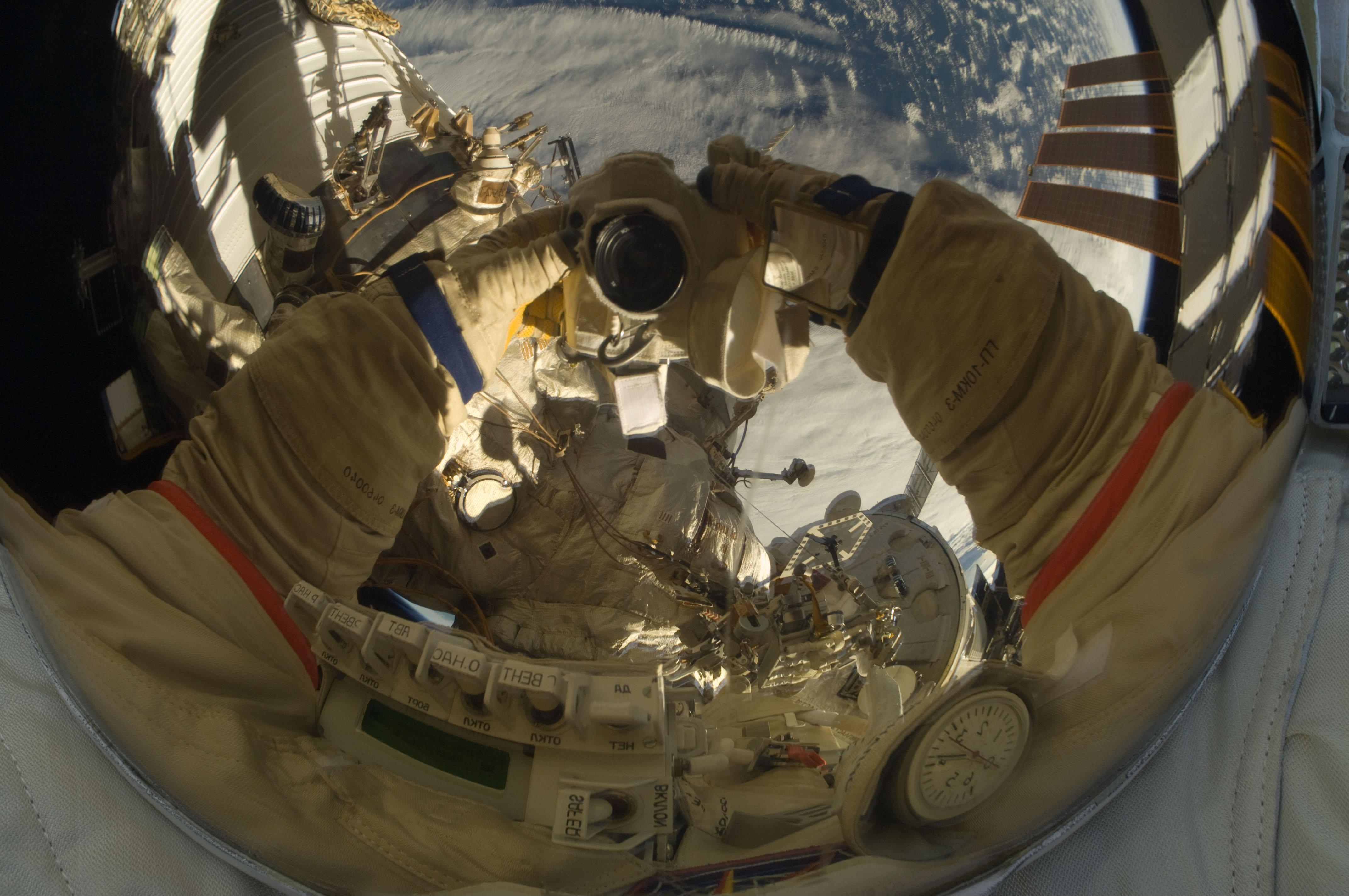
Kotov usa una fotocamera digitale per farsi un autoritratto nel gennaio 2010.
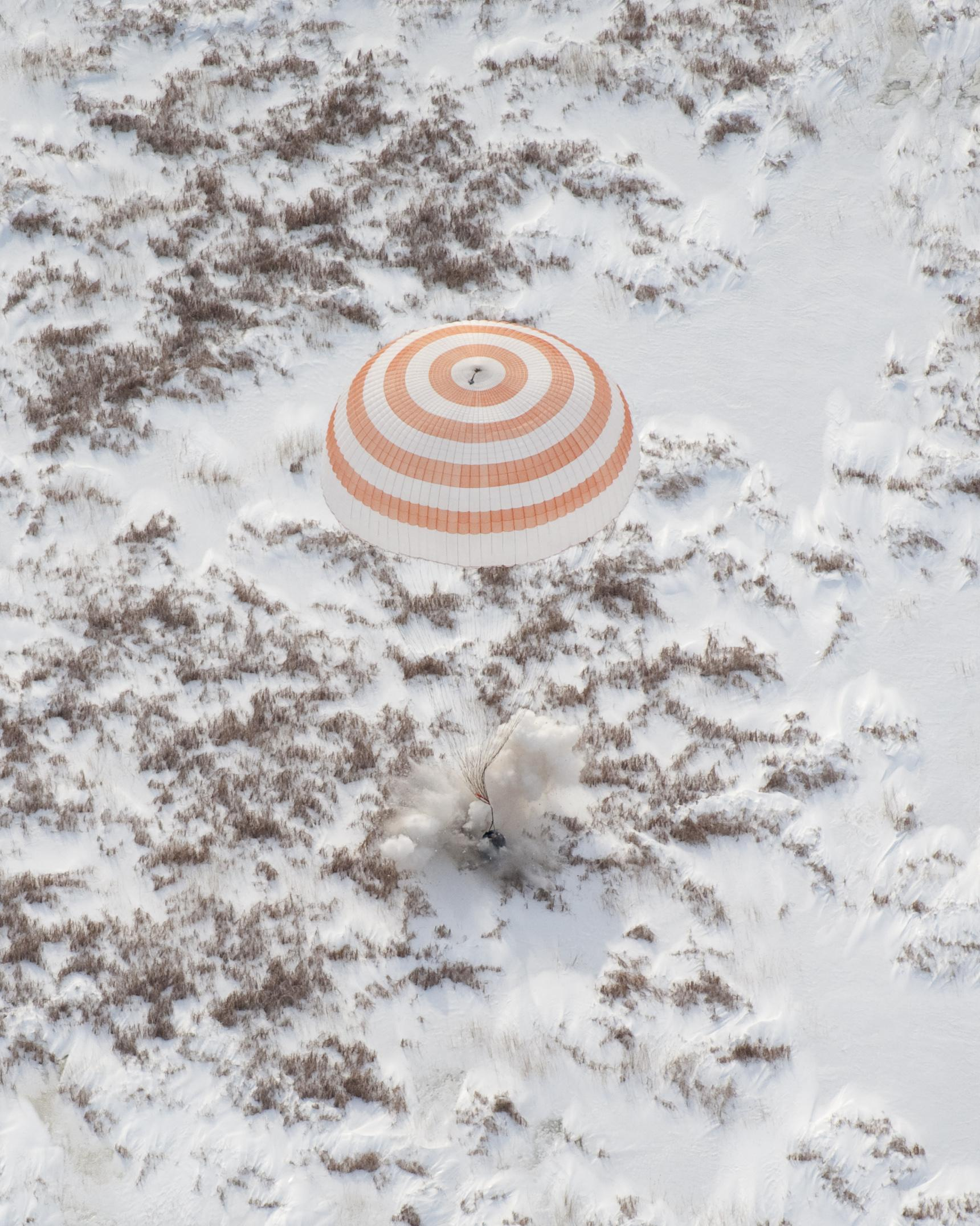
L'equipaggio della Expedition 22 atterra il 18 marzo del 2010.